# Gorsachius
Gorsachius ist eine Gattung der Reiher. Sie werden zur Tribus der Nachtreiher gezählt. Die Zuordnung der einzelnen Arten dieser Tribus ist nicht vollständig geklärt. So wird teilweise auch der afrikanische Weißrückenreiher zur Gattung Gorsachius und nicht zur zweiten Gattung Nycticocarax in dieser Tribus gezählt. Gorsachius-Arten kommen ausschließlich in der Alten Welt vor. Es handelt sich um mittelgroße Reiherarten. Die Arten der Gattung gehören zu den am wenigsten erforschten Reiherarten. Der Rotscheitelreiher wird von der IUCN als stark gefährdet (endangered) eingeordnet.

## Merkmale
Mit Wellenreiher und Rotscheitelreiher besteht die Gattung nur aus ostasiatischen Arten. Alle besitzen verhältnismäßig kleine Verbreitungsgebiete. Der Rotscheitelreiher und der Wellenreiher sind zumindest teilweise Zugvögel.
Die zwei Gorsachius-Arten gleichen sich sehr in ihrem Erscheinungsbild. Der Wellenreiher und der Rotscheitelreiher sind im Feld sogar sehr leicht zu verwechseln. Alle zwei Arten sind mittelgroße Reiherarten mit einem kurzen, kräftigen Schnabel.
Die Lebensweise der zwei Reiherarten gilt als noch nicht hinreichend untersucht. Der Wellenreiher ist tag- und nachtaktiv, der Rotscheitelreiher dagegen eher nachtaktiv. Alle zwei Arten nisten alleine oder in kleinen Kolonien. Das Gelege umfasst in der Regel drei bis vier Eier. Der Wellenreiher ist eine verhältnismäßig wenig an das Wasser gebundene Art. Sein primärer Lebensraum sind subtropische Regenwälder, wo er auf dem Boden nach Fröschen und Erdwürmern jagt. Der Rotscheitelreiher ist stärker ans Wasser gebunden. Der Rotscheitelreiher benötigt ebenfalls dichte Primärwälder, die sich allerdings in Nähe von Strömen oder Gewässern befinden müssen. Diese sehr spezifischen Lebensraumanforderungen sind ein Grund, warum diese Art mittlerweile so selten geworden sind. Der Rotscheitelreiher findet in Japan, wo er fast ausschließlich brütet, kaum noch Regionen, die diesen Anforderungen entsprechen.

## Arten
Die folgenden zwei Arten gehören sicher zu Gorsachius:
- Rotscheitelreiher, Gorsachius goisagi
- Wellenreiher, Gorsachius melanolophus

Der Hainanreiher wird nach neueren genetischen Untersuchungen nicht mehr zum Genus Gorsachius gezählt.

## Einzelbelege
1. ↑  in der Zuordnung der Arten zu Gattungen wird hier dem Standardwerk The Herons von Kuhlan et al. gefolgt. Die IUCN ordnet den Weißrückenreiher dagegen der Gattung Gorsachius zu.
2. ↑  Oroanassa magnifica in der Roten Liste gefährdeter Arten der IUCN. Eingestellt von: BirdLife International, 2016. Abgerufen am 7. Juli 2022.
3. ↑  Journal of Ornithology: Complete mitochondrial genomes render the Night Heron genus Gorsachius non-monophyletic